# Carl Gustav Schmitt
Carl Gustav Schmitt, född 1834, död den 22 mars 1900, var en tyskfödd kompositör, son till Aloys Schmitt, bror till Georg Aloys Schmitt, brorson till Jakob Schmitt. 
Han skrev 1874 musiken till "Koe Fasi Oe Tu'i Oe Otu Tonga", Tongas nationalsång.